# 科朗
科朗（法語：Corenc，法語發音：[kɔʁɑ̃]）是法国伊泽尔省的一个市镇，位于该省中部，省会格勒诺布尔市区以北，伊泽尔河右岸，属于格勒诺布尔区。

## 地理
科朗（45°12'41"N, 5°45'2"E）面积6.5 平方千米，位于法国奥弗涅-罗讷-阿尔卑斯大区伊泽尔省，该省份为法国东南部内陆省份，北起顺时针与安省、萨瓦省、上阿尔卑斯省、德龙省、阿尔代什省、卢瓦尔省和罗讷省。
与科朗接壤的市镇（或旧市镇、城区）包括：勒萨佩昂沙特勒斯、拉特龙什、梅朗、凯昂沙特勒斯。

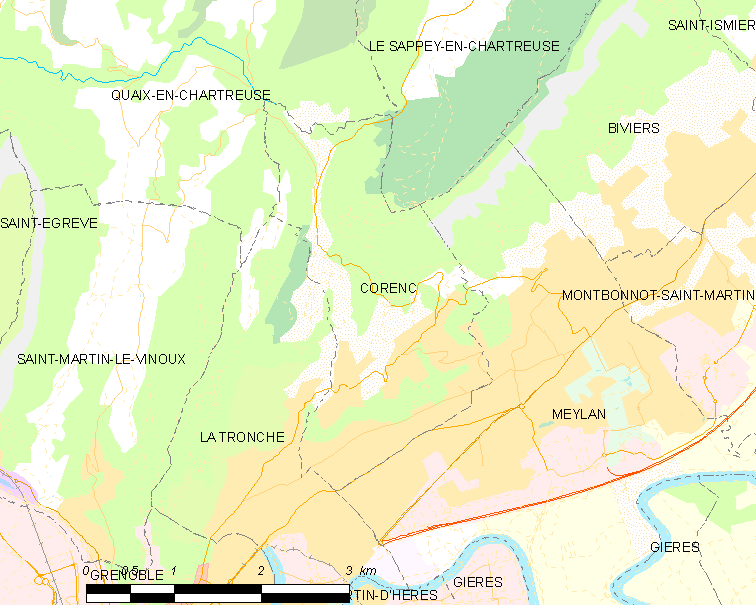
科朗的OSM定位图

科朗的时区为UTC+01:00、UTC+02:00（夏令时）。

## 行政
科朗的邮政编码为38700，INSEE市镇编码为38126。

## 政治
科朗所属的省级选区为梅朗县。

## 人口

1962-2008年间科朗人口变化图示

科朗于2022年1月1日时的人口数量为4177人。